# Gleb Riabikow
Gleb Aleksiejewicz Riabikow, ros. Глеб Алексеевич Рябиков (ur. 12 listopada?/25 listopada 1900 w Pietrodworcu, w guberni petersburskiej, Imperium Rosyjskie, zm. w 19??, Rosyjska FSRR) – rosyjski trener piłkarski.

## Kariera trenerska
W 1937 rozpoczął pracę szkoleniowca. Przez cały rok prowadził Sudnobudiwnyk Mikołajów, a w końcu 1937 dołączył do sztabu szkoleniowego Zenitu Leningrad. W latach 1938–1939 pracował na stanowisku dyrektora technicznego Dinamo Batumi. Od 1939 pomagał trenować Dinamo Leningrad. Po ataku Niemiec na ZSRR został powołany do Armii Czerwonej. Nagrodzony Orderem Czerwonej Gwiazdy i wieloma medalami. Po zakończeniu wojny w randze starszego porucznika wrócił do pracy trenerskiej. Najpierw pracował jako dyrektor techniczny Dinama Leningrad, a w 1948 stał na czele Sudostroitiela Leningrad. Również w tym czasie pracował jako trener klubu hokejowego Spartaka Leningrad. Od 1950 do 1951 prowadził Dinamo Erywań, a w 1953 trenował zespół amatorski Dinamo Tosno. Od 1960 do 1961 kierował białoruskim zespołem Lakamatyu Homel.

## Sukcesy i odznaczenia

### Odznaczenia
- Order Czerwonej Gwiazdy